# 銓林
銓林（？—1883年），章佳氏，清朝官员。
咸豐八年，繙譯舉人。同治四年，任國子監助教。同治六年，任右贊善。光绪元年，任翰林院侍講學士、滿洲繙譯鄉試副考官、日講起居注官。光绪二年，任侍讀學士、考試滿蒙中書閱卷大臣。光绪三年，任少詹事；次年升任詹事、內閣學士。光绪六年，任繙譯庶吉士散館閱卷大臣、考試筆帖式閱卷大臣、文淵閣直閣事。次年，改正白旗漢軍副都統、專操大臣。